# Olivia Borlée
Olivia Borlée (ur. 10 kwietnia 1986 w Woluwe-Saint-Lambert) – belgijska lekkoatletka, sprinterka, srebrna medalistka igrzysk olimpijskich z Pekinu oraz brązowa medalistka mistrzostw świata z Osaki (2007) w sztafecie 4 × 100 metrów.
Reprezentantka kraju podczas Mistrzostw Europy, Pucharu Europy oraz drużynowych mistrzostw Europy. Wielokrotna mistrzyni i rekordzistka Belgii.
Indywidualnie Borlée reprezentowała Belgię na Letnich Igrzyskach Olimpijskich 2016 w Rio de Janeiro. Startowała w biegu na 200 metrów. W swoim biegu eliminacyjnym zajęła siódme miejsce z czasem 23,53 sekundy i nie zakwalifikowała się do półfinału. W 2019 roku oficjalnie ogłosiła zakończenie sportowej kariery

## Życie prywatne
Olivia Borlée pochodzi z usportowionej rodziny. Jej matka Edith Demaertlaere była mistrzynią Belgii w biegu na 200 metrów, ojciec – Jacques Borlée halowym wicemistrzem Europy także na 200 m (1983), a bracia bliźniacy Kevin i Jonathan również są lekkoatletami (medaliści mistrzostw świata, halowych mistrzostw świata oraz mistrzostw Europy). Lekkoatletykę uprawia także najmłodszy z nich – Dylan.

## Sukcesy
| Rok  | Zawody               | Miasto | Miejsce | Konkurencja | Czas    |
| ---- | -------------------- | ------ | ------- | ----------- | ------- |
| 2007 | Mistrzostwa świata   | Osaka  |         | 4 × 100 m   | 42,75 s |
| 2008 | Igrzyska olimpijskie | Pekin  |         | 4 × 100 m   | 42,54 s |

## Rekordy życiowe
- bieg na 100 metrów – 11,39 (2007)
- bieg na 200 metrów – 22,98 (2006)